# Willie Stargell
Wilver Dornell Stargell, detto Willie o Pops (Earlsboro, 6 marzo 1940 – Wilmington, 9 aprile 2001), è stato un giocatore di baseball statunitense che ha giocato nei ruoli di esterno e prima base per tutta la carriera con i Pittsburgh Pirates della Major League Baseball (MLB). È stato introdotto nella National Baseball Hall of Fame nel 1988 al primo anno di eleggibilità.

## Carriera
Stargell debuttò nella MLB alla fine della stagione 1962 all'età di 22 anni. La sua stagione da rookie nel 1963 fu sotto la media ma ebbe più fortuna nella successiva, quando divenne stabilmente titolare. Batté il suo primo fuoricampo nella gara di inaugurazione dello Shea Stadium il 17 aprile 1964. Quell'anno fu convocato per il primo di sette All-Star Game. Dopo delle stagioni negative nel 1967 e nel 1968 quando apparve spesso sovrappeso in campo, si riprese nel 1969 quando ebbe una media battuta di .307, con 29 fuoricampo e 92 punti battuti a casa (RBI).
La carriera di Stargell raggiunse un nuovo livello nel 1971. All'età di 31 anni vinse il primo di due titoli di miglior fuoricampista, con i suoi 48 che superarono i 47 di Hank Aaron, finendo secondo nel premio di MVP della National League dietro a Joe Torre. In sette delle successive nove stagioni, Stargell finì tra i primi dieci nelle votazioni per il titolo di MVP. Quell'anno vinse anche il suo primo titolo nelle World Series 1971, in cui i Pirates rimontarono due gare di svantaggio ai Baltimore Orioles, vincendo in sette partite.
Nel 1979, Stargell vinse il titolo di MVP, condividendolo con Keith Hernandez, all'età di 39 anni. A fine anno conquistò il suo secondo anello vincendo le World Series 1979, di nuovo contro gli Orioles. Le sue 25 basi totali in quella serie sono un record che condivide ancora con Reggie Jackson mentre le sue 7 battute da extra base (3 fuoricampo e 4 doppi) sono un primato solitario assoluto nelle World Series.
Stargell si ritirò dopo la stagione 1982, ma dopo il 1979 non giocò più di 74 in stagione. Nel 1999, The Sporting News lo inserì all'81º posto nella classifica dei migliori cento giocatori di tutti i tempi

## Palmarès

### Club
- World Series: 2

Pittsburgh Pirates: 1971, 1979

### Individuale
- MVP della National League: 1

1979
- MVP della National League Championship Series: 1

1979
- MLB All-Star: 7

1964–1966, 1971–1973, 1978
- Leader della National League in fuoricampo: 2

1971, 1973
- Leader della National League in punti battuti a casa: 1

1973
- Numero 8 ritirato dai Pittsburgh Pirates